# Furcifer bifidus
Furcifer bifidus (Brongniart, 1800) è un sauro della famiglia Chamaeleonidae, endemico del Madagascar.
Vive principalmente nella zona orientale del Madagascar. La specie è stata descritta per la prima volta dallo zoologo francese Alexandre Brongniart nel 1800.